# チキンガーリックステーキ
チキンガーリックステーキ（Chicken Garlic Steak）は、1990年結成のアカペラ・グループである。全員が作詞・作曲を手がける。

## 概要
1990年に神戸で、川上・前澤ら男性5人で結成される。神戸でストリートライブやテレビCFで活動。5回のメンバーチェンジを経て、1999年に6回目のチェンジが行われて永らく6人編成で活動した。メンバーは、本職を別に持っていたが、東京進出とともに音楽活動に専念した。2014年に7回目のチェンジで5人編成となる。名古屋と縁が深い。
2001年7月よりさだ企画（さだまさしの事務所）の所属となり、同年8月6日にさだまさしの稲佐山野外コンサート『夏・長崎から』に出演、コンサートが全国へと生放送されたことがきっかけで広く知られるようになる。
2002年8月7日にアルバム『Acapella』、シングル『ときめくかけら』でメジャー・デビュー。2003年にはNHK「みんなのうた」で『やさしい風』（2003年度NHK全国学校音楽コンクール小学校の部・課題曲、作曲はグッチ裕三）が放送された。
2005年より本格的に全国ツアーを、2008年には台湾で初の海外公演を行い、更に活躍の場を広げている。

## メンバー
- 川上伸也（1959年8月18日 - 、リーダー、テナー）
- 前澤弘明（1963年7月29日 - 、バリトン）
- 濱田康裕（1963年4月4日 - 、テナー）
- 長谷川真一（1974年9月30日 - 、ベース） - 娘は元KOBerrieS♪の長谷川鈴菜[2][3][4]
- 渡辺敦（1975年1月24日 - 、編曲家、テナー）

## 元メンバー
- 犬飼将博（1998年9月加入 - 1999年2月脱退）
- 小林雅彦（1961年6月2日 - 、結成時 - 2014年2月脱退）

## エピソード
- アルバム『FOUNDATION』を作成する際、どの曲を入れるべきかをメンバー全員で討論したところ、歌いたい女性歌手の曲が300曲を超えたので収拾がつかなくなり、結局コンサートで歌ったカバーから人気のあるものを厳選して作成した。
- NHKの『今夜も生でさだまさし』のジングルを担当し、準レギュラーとしても出演していた。

## コンサート限定曲
ライブでCD未収録の曲を歌うことがある。大抵はカバー曲だが、ライブ先で親しまれている曲があると、それを突然歌って観衆を驚かせたりもする。また、レパートリーにはクラシックやオールディーズを始めとして演歌から最新のヒット曲まで幅広いジャンルが披露される。シングル曲の「Let's go to the LIVE!」やアルバム『Blend』収録の「ダンシング・クイーン」等、コンサートでの評判からCD化された曲もある。

## ディスコグラフィー

### インディーズ時代
- Original Songs（1998年）
- アカペラカヴァーズ2000（2000年）
- CGS（2001年、デビューアルバムの先行マキシシングル）

### シングル
- ときめくかけら（2002年）
- 道化師のソネット（2004年）
- 毎日がクリスマス（2004年）
- Let's go to the LIVE!（2007年）
- 風がきれい（2009年12月）— NHK『みんなのうた』（2009年12月 - 2010年1月）

### アルバム
- Acapella（2002年）— デビューアルバム。英ロックバンドQueenの「愛という名の欲望」をカバー収録。
- レパートリーズ（2004年）— さだまさしの楽曲をカバーしたアルバム。
- Lovers' Avenue（2005年）— デビュー後初のオリジナルアルバム。
- FOUNDATION（2006年）— 女性歌手のラブソングを厳選してカバーしたアルバム。
- FACE（2007年）— 男性歌手のカバーしたアルバム。
- Air（2008年）— 3枚目のオリジナル・アルバム。
- タイムスリップ（2008年）— 60年代のグループ・サウンズをカバーしたアルバム。
- BLEND（2009年12月）
- 笑わなしゃーない（2010年11月）— オリジナルアルバム。小椋佳提供の「遅ればせ?だけど青春」収録。
- ふるさとの花（2011年12月）
- Smile（2012年12月）
- HOME（2013年12月）— オリジナルアルバム。ダイドードリンコ通販番組テーマソング「愛はここにある」収録。
- 未来旅行（2014年12月）
- チキガリズム（2015年7月）
- Love Songs（2015年12月）
- LIFE（2016年12月）
- Acapella Covers 2018（2018年7月）
- 花（2019年7月）

### その他
- 元気だしてこーか / がんばんべぇ〜がんばらんば群馬弁バージョン〜 （2008年12月） - フォーチュン・キャッツ（仲村瑠璃亜、チキンガーリックステーキ、Septemberのユニット）名義。
- 『キユーピー3分クッキング』 OP 40周年記念バージョン  ～「おもちゃの兵隊の観兵式」 （レオン・イェッセル 原曲） 　（2003年 日本テレビ系列）

## レギュラー番組
- チキンガーリックステーキのCGSステーション（2004年10月 - 2005年7月、Kiss FM KOBE）
- Chicken Garlic steak アカペラジオ（2013年4月7日 - 2022年3月23日、東海ラジオ）
- Chicken Garlic Steakのアカペラモーニング♪（2014年7月5日 - 2015年9月26日、ラジオ大阪）
- Chicken Garlic Steakのサタデーモーニング♪（2015年10月3日 - 2016年3月26日、ラジオ大阪）

## 関連ミュージシャン
- さだまさし
- 佐田玲子
- 大橋純子
- 藤田恵美
- 来生たかお
- 松井五郎
- 白鳥座 (グループ)
- 岩佐美咲
- グッチ裕三
- 押尾コータロー